# Alain Genty
Pour les articles homonymes, voir Genty.
Alain Genty est un bassiste français, né le 22 septembre 1958 à Nogent-sur-Seine. Il est compositeur et arrangeur pour de nombreux artistes, et est également un bassiste phare de la scène bretonne. Il s'est spécialisé dans l'adaptation à la basse fretless (basse électrique, sans barrette et à 5 cordes) des mélodies bretonnes et gaéliques, traditionnellement jouées à la flûte ou à la cornemuse. Il a joué dans des groupes phares de la scène bretonne comme Gwerz, Barzaz, Den, Celtic Procession, Skolvan…

## Biographie

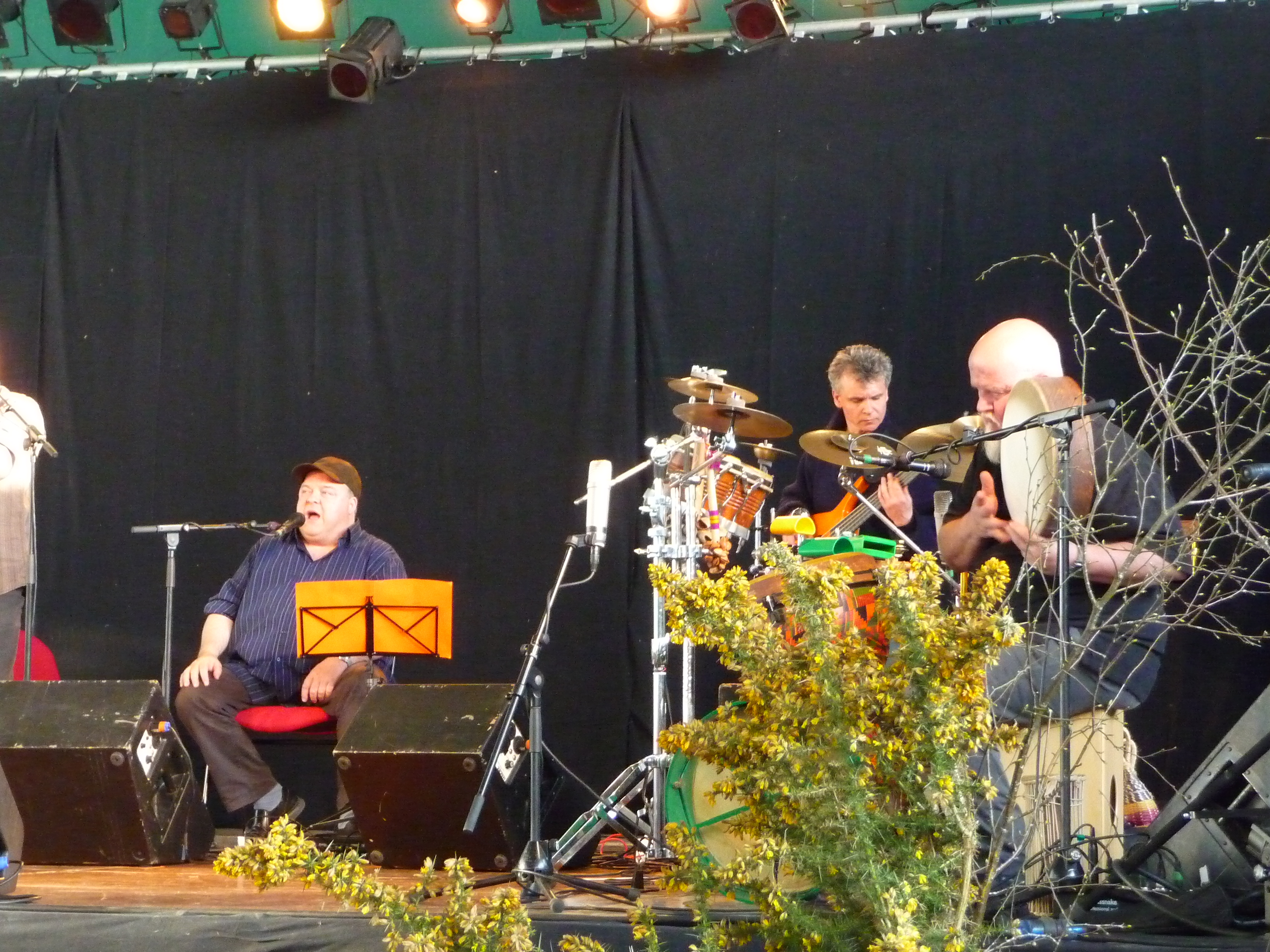
Alain Genty (au milieu) avec Toud'Sames au Printemps de Chateauneuf en 2009

Alain Genty naît le 22 septembre 1958 à Nogent-sur-Seine. Il apprend la basse en autodidacte.
Durant les années 1980, il s'intéresse au rock progressif et au jazz-rock (Jaco Pastorius, Soft Machine, Weather Report, Magma, Frank Zappa, Robert Wyatt, King Crimson, Pink Floyd, Gong, etc). Il joue dans des groupes influencés par ces deux styles, comme Dexter Ward et Opa Lock.
Il intègre le groupe Barzaz en 1989 à l’occasion de l’enregistrement du premier disque Ec’honder et réalise ainsi ses premiers pas dans la musique bretonne et celtique aux côtés de Yann-Fañch Kemener, Jean-Michel Veillon et Gilles Le Bigot. Il participe également au groupe Den (1989-1991) puis au groupe Gwerz à partir de 1992. Il participe aux albums et aux concerts de Jean-Michel Veillon, Didier Squiban, Soïg Sibéril… Il joue avec les grandes formations bretonnes du moment (Skolvan, "Celtic Procession" de Jacques Pellen, An Tour-Tan…). De 1989 à 1992, il s'intéresse à la danse contemporaine. Il rencontre la chorégraphe Josiane Rivoire et compose la musique des spectacles "Les Petites Affaires" (1989) et "Les Tambours" (1991). Il collabore également avec la chorégraphe Liz Noakes pour le ballet "Feet Forward" (Zurich, 1989).
Il sort son premier album solo en 1994, La Couleur du milieu, un mélange de ses influences bretonnes, jazz-rock, et musiques progressives. Il fonde alors le "Alain Genty Groupe" qui se produit lors de nombreux concerts et festivals en Europe (Festival interceltique de Lorient, Paris, Reims, Saint-Chartier, Ortigueira). Sont présents : Jacky Molard (violon), Jean-Michel Veillon (flûtes, bombarde), Patrick Molard (cornemuses, flûtes), Yannick Jory (saxophones), Thierry Garcia (guitares) et Patrick Boileau (batterie, percussions). En 1998, il sort son nouvel album, Le grand encrier, sur lequel participe Yann-Fañch Kemener entre-autres, et compose la musique du film Jean-Marie Tjibaou : la parole assassinée ? de Gilles Dagneau. Il intervient dans l'album Meli-Meli de Cheb Mami, qui comporte le duo Azwawz avec Idir.
En 2000, il fonde un duo avec le guitariste écossais Tony Mc Manus. Depuis, le duo se produit régulièrement sur scène dans toute l’Europe ainsi qu’au Canada. Il joue dans la création Toud'Sames dès 2001 et participe à la création "Bal Tribal" des frères Molard. En 2004, il crée un duo aux côtés de son ami Patrick Molard et avec Tony Mc Manus.
En tant qu’arrangeur-réalisateur, il travaille notamment pour Cheb Mami (Meli Meli, 1998), Cheb Aissa, Tony Mc Manus (Pourquoi Québec ? 1998), Gérard Delahaye (La ballade du Nord-Ouest, 1997), Soïg Sibéril, le groupe Tayfa, Fadela, Joanne McIver et Christophe Saunière… En tant que compositeur, il travaille pour le théâtre ("Billy Mécano" 1985) et pour le cinéma (documentaires "La parole assassinée" de Jean-Marie Tjibaou 1998, "Regards sur l’art contemporain" 1987, "Le Minotaure" 1988…). En tant que bassiste, il enregistre des albums et effectue des tournées avec de nombreux artistes depuis 1988 : Alexie Lorca (1988–91), Bernie Bonvoisin (1991), Patrick Fiori (1994), Pat O’May (1992-96), Sapho (1996), Thierry Robin (1997), Erik Marchand (Trio et Taraf de Caransebes, 1997), Orion (1997)…

## Discographie

### Albums personnels
- 1994 : La Couleur du Milieu (Gwerz Pladenn/Coop Breizh)[5]
- 1998 : Le Grand Encrier (Potar Hurlant/Keltia Musique)
- 2004 : Une Petite lanterne (Keltia Musique)
- 2004 : To the Bobs (avec Patrick Molard) - Keltia Musique
- 2005 : Singing Sands (avec Tony McManus) - Greentrax Recordings
- 2017 : Eternal Tides avec Joanne McIver - Buda Musique

### En groupe
- 1989 : Barzaz, Ec'honder (Escalibur/Coop Breizh)
- 1992 : Barzaz, An den Kozh Dall (Keltia Musique)
- 1993 : Gwerz, Live (Gwerz Pladenn)
- 2004 : Toud'Sames, Toud'Sames
- 2013 : Barzaz (Keltia Musique)

### Participations
- 1988 : Alexie Lorca, Babel (Carrère)
- 1989 : Den, Just Around the Window (Escalibur/Coop Breizh)
- 1991 : Alexie Lorca, Lolita Callas
- 1992 : Pat O'May, Bob up
- 1993 : Jean-Michel Veillon, E Koad Nizan (Gwerz Pladenn)
- 1994 : Skolvan, Swing and Tears (Keltia Musique)
- 1994 : Patrick Fiori, Puisque c’est l’heure (Dureco)
- 1995 : Gildas Pereira
- 1995 : Jean-Jacques Lafon, Les Oiseaux
- 1995 : Isabel Jamey, J’déroule la pellicule (single)
- 1996 : Didier Squiban, Penn Ar Bed (L'OZ Production)
- 1996 : Pat O'May, Kids and the war (Move on)
- 1997 : Didier Squiban, Live (L'OZ)
- 1997 : Jean Tourneux, Comment voulez-vous… ? (Texto)
- 1997 : Gérard Delahaye, La Ballade du Nord-Ouest (Blue Silver)
- 1998 : Orion, Restless Home (Keltia Musique)
- 1998 : Thierry Robin, Kali Gadji (Silex)
- 1998 : Tony McManus, Pourquoi Québec ? (Greentrax)
- 1998 : Kerden, Kerden (Gwerz Pladenn/Coop Breizh)
- 1998 : Cheb Mami, Meli-meli (Totem) disque d’or
- 1998 : Cheb Mami, Au pays des Merveilles (Virgin) single
- 1999 : Cheb Aissa, Nouara (Globe Music)
- 1999 : Jacques Haurogne, Fenêtres (Le Pool)
- 1999 : Jean-Michel Veillon, Er Pasker (Coop Breizh)
- 1999 : Soïg Sibéril, Gwenojenn (Coop Breizh)
- 2000 : Duo Veillon / Riou, Beo ! (An Naër)
- 2000 : Kornog , Korong (Green Linet) mixage
- 2000 : Tacsi, Ceol Tacsi (Vertical Records)
- 2000 : Taÿfa, Assif (Sony – Griffe)
- 2001 : Xavier Lacouture, Envie d’ailes (Mélodie) mix
- 2002 : Bénureau, Reggae pour Morales (Universal (single)
- 2003 : Soïg Sibéril Quintet, Du côté de chez Soïg (Coop Breizh)
- 2004 : David Hopkins, Parallel Horizons (Keltia)
- 2004 : Thierry « Titi » Robin, Alezane (Naïve)
- 2004 : Trio McManus / Siberil / Genty, The Clear Stream (Greentrax)
- 2006 : Les serruriers magiques, T’es qui dis, t’es d’où ?
- 2006 : Chris Dawson and Keltiac, Out on the edge (Vox Terrae)
- 2007 : J. McIver et C. Sauniere, 3 Sisters (Buda Musique)
- 2008 : Bruce Holmes, The Old King's Reel (Haven Music)
- 2009 : Omar Pene, Ndam (Aztec Musique)
- 2010 : Les serruriers magiques, Je veux apprendre (mix)
- 2011 : Guidewires , Guidewires II
- 2011 : J. McIver et C. Sauniere, The cannie hour (Buda Musique)
- 2011 : Kentan, Son al leur (mixage)
- 2012 : Omar Pene, Ndayaan (Aztec Musique)
- 2012 : Soïg Sibéril, 30 ans de scène (Coop Breizh)
- 2012 : Sylvain Barou, Sylvain Barou (Aremorica Records)
- 2013 : Excalempour, The wild Robert (mix)
- 2013 : J. McIver et C. Sauniere, Train 221(Buda Musique) (mix)